# 굿모닝시티
굿모닝시티는 서울특별시 중구 동대문역사문화공원역 인근에 위치한 건물이다. 2008년 개관하였다.

## 분양
분양 당시 굿모닝시티 대표인 윤창열이 토지를 전부 매입하지 않은 상태에서 뇌물과 횡령으로 구속되면서 입주 계약자들이 피해를 입었다.